# Bambino (romanzo)
Malyš (Малыш), tradotto letteralmente "Bambino", è un romanzo di fantascienza dei fratelli Strugackij del 1971, conosciuto anche come Operazione Mowgli o Space Mowgli. Rientra nel ciclo del Mezzogiorno e fu pubblicato per la prima volta a puntate sulla rivista Avrora, tra l'agosto e il novembre del 1971.

## Struttura del libro
Il testo è composto di 8 capitoli e una conclusione. Lo schema è solo apparentemente lineare perché, se da un lato esso può rappresentare lo sviluppo della narrazione da uno stato di iniziale apertura verso un quadro più definito, dall'altro subisce un'interruzione, nel senso che la seconda parte si disperde in un coacervo di elementi ignoti e dubbi che esigono delle decisioni. Il modello letterario di riferimento è Il libro della giungla di Rudyard Kipling e in effetti il primo titolo dell'opera era Operazione Mowgli (Operacija MAUGLI).
- Capitolo primo. Vuoto e silenzio.
- Capitolo secondo. Silenzio e voci.
- Capitolo terzo. Voci e fantasmi.
- Capitolo quarto. Fantasmi e persone.
- Capitolo quinto. Persone e non-persone
- Capitolo sesto. Non-persone e domande.
- Capitolo settimo. Domande e dubbi.
- Capitolo ottavo. Dubbi e decisioni.
- Conclusione.

## Trama
Nel 2160 una squadra di 12 scienziati arriva sul pianeta Arca, che si suppone disabitato, per una missione esplorativa e preparatoria in vista dell'arrivo di coloni dal pianeta Panta. Il narratore è Stanislav Popov, un tecnico cibernetista. Altri personaggi principali sono Gennadij Komov, Maja Glumova (che ritroveremo poi ne Lo scarabeo nel formicaio) e Jakov Vanderchuze.
Nella prima parte della storia Popov si trova da solo al campo base, impegnato con la riattivazione e l'impiego dei robot da lavoro. Comincia a sentire delle voci di donna e un pianto di bambino, ma è convinto che si tratti di allucinazioni indotte dalla prolungata solitudine.  Il gruppo di esplorazione fa ritorno al campo e comunica di avere individuato il relitto di un'astronave terrestre e i resti di due piloti. La squadra si mette subito in contatto con la stazione-base orbitale. Popov non riferisce agli altri delle sue allucinazioni perché teme di essere rispedito sulla Terra per inidoneità. Tuttavia, anche altri membri sembrano avere avuto qualche sintomo di psicosi.
Mentre la squadra fa colazione appare all'improvviso la figura di un ragazzo umano di 13 anni. Popov dapprima lo ignora (teme si tratti di nuovo di allucinazioni), ma anche gli altri vedono la stessa figura. Il ragazzo fugge e gli esploratori ne perdono le tracce. Dalla stazione-orbitale giunge l'ordine di Leonid Gorbovskij (il cui destino pareva segnato in Arcobaleno lontano - Catastrofe planetaria): lo scopo della missione è ora quello di stabilire un contatto con una possibile razza aliena. Nel frattempo, le indagini permettono di accertare che il relitto era pilotato da Aleksander Semënov e dalla moglie Maria-Luisa, che appartenevano al Gruppo di Esplorazione Libera (GEL), come a suo tempo anche Maksim Kammerer (ne L'isola abitata). Avevano a bordo il figlioletto neonato Pierre.
Il Bambino fa ritorno al campo e cerca di comunicare con gli umani, ma se ne va di nuovo. La presenza in vita e le strane super-capacità del Bambino (parla la lingua degli umani, usando in parte le loro voci ecc.) si possono spiegare solo presumendo che il neonato Pierre sia stato allevato dalla razza aliena locale. Quando il Bambino appare, si nota che lungo la cresta montuosa sull'orizzonte si levano delle antenne giganti seghettate, simili a quelle degli insetti. È evidente che il pianeta è abitato da una razza aliena non-umanoide (i c.d. "Megaforme") e che gli alieni stanno usando il Bambino come terzo negoziatore: permettono agli umani di interrogare il ragazzo ma, in cambio, chiedono loro di abbandonare al più presto il pianeta. I tratti alieni del Bambino sono tali, tuttavia, che non si riesce a stabilire alcun valido contatto con lui: è umano solo all'apparenza e le parti non riescono a intendersi. Non si riesce neppure a capire se il Bambino sia consapevole dell'esistenza dei "Megaforme" e pare sia convinto di essere solo sul pianeta.
Nel frattempo, Gorbovskij informa la squadra che è stato trovato un antico satellite in orbita intorno al pianeta, a quanto pare programmato per distruggere qualsiasi velivolo spaziale in avvicinamento. Sarebbe stato questo satellite ad abbattere l'astronave dei genitori di Pierre, 13 anni prima. Si ritiene che sia opera dei "Vagabondi" (o "Nomadi", a seconda delle traduzioni), la misteriosa super-civiltà i cui segni sono rinvenibili nei romanzi appartenenti al ciclo del "Mezzogiorno" dei fratelli Strugatskij.

## Edizioni all'estero
Molte le traduzioni. In occidente, vanno ricordate:
- l'edizione francese (Le petite) del 1984 (ed. Fleuve noir)
- l'edizione americana (Space Mowgli) del 1982 (Macmillan), in Escape attempt (insieme anche a The kid from hell)
- le varie edizioni tedesche (come Die dritte Zivilisation e Der Knirps) a partire dal 1975 (editori Das Neue Berlin, Volk und Welt, Suhrkamp) proseguire più o meno regolarmente (1977, 1988, 1993, 2001, 2012)
- l'edizione portoghese (O Miudo) del 1986 (ed. Caminho)

Ad oggi (aprile 2020) manca una traduzione italiana.
Il romanzo è diventato un telefilm in Cecoslovacchia nel 1995, con il titolo di Nesmluvená setkání (lett. Incontri non pianificati).